# Gen’ichi Endō
Gen’ichi Endō (japanisch 遠藤 元一 Endō Gen’ichi; * 9. September 1994 in Hokkaido) ist ein japanischer Fußballspieler.

## Karriere
Endō erlernte das Fußballspielen in der Schulmannschaft der Asahi Jitsugyo High School und der Universitätsmannschaft der Sanno Institute of Management. Seinen ersten Vertrag unterschrieb er am 1. Februar 2017 beim AC Nagano Parceiro. Der Verein aus Nagano, einer Stadt in der Präfektur Nagano, spielte in der dritten japanischen Liga, der J3 League. Für Nagaon absolvierte 50 Drittligaspiele. Im Januar 2021 wechselte er für zwei Spielzeiten zum Ligakonkurrenten Kamatamare Sanuki. Für den Verein aus Takamatsu bestritt er 61 Drittligaspiele. Zu Beginn der Saison 2023 unterschrieb er in Gifu einen Vertrag beim ebenfalls in der dritten Liga spielenden FC Gifu.